# Thalassiosirales
Ordre
Les Thalassiosirales sont un ordre d'algues de l'embranchement des Bacillariophyta (Diatomées), et de la classe des Mediophyceae.

## Description
Les espèces de cet ordre sont caractérisées par des cellules formant des colonies filiformes compactes ou flexibles, à épines marginales, fultoportules (Fultoportula) ou filets exfoliants, jointes, rarement solitaires.
Les valves sont rondes, plates, subconvexes, concaves ou ondulées tangentiellement ou concentriquement.
Les aréoles  sont loculaires (loculate) ou poroïdes, trouées sur la face externe, et voilées sur la face interne, disposées en séries radiales tangentielles ou groupées.
Des lignes radiales hyalines (transparentes) sont parfois présentes au bord de la colonne vertébrale.
Dans la zone périphérique, les alvéoles ne sont jamais observées.
Au bord de la fultoportula on observe de deux à quatre points d'appui disposés en anneau ; au centre il y a de deux à cinq points d'appui. Une seule, rarement plusieurs, rimoportules (rimoportula) sont observées dans la zone marginale ou près du centre.
Note : le vocabulaire ci-dessus, spécifique aux diatomées (notamment les mots en italique), est explicité dans le glossaire anglophone cité en référence.

## Liste des familles
Selon AlgaeBase (7 août 2022) :
- Lauderiaceae Lemmermann, 1899
- Skeletonemataceae Lebour, 1930
- Thalassiosiraceae M.Lebour, 1930
- Trochosiraceae Gleser, 1992

## Systématique
Le nom correct complet (avec auteur) de ce taxon est Thalassiosirales Glezer & I.V.Makarova , 1986.

## Publication originale
- (ru + la) Z.I. Glezer et I.V. Makarova, 1986, « [New order and family of diatoms (bBacillariophyta)] ». Botaniceskij Zhurnal, vol. 71, n. 1, p. 673–676.